# Eumorphobotys
Eumorphobotys är ett släkte av fjärilar. Eumorphobotys ingår i familjen Crambidae.
Kladogram enligt Catalogue of Life:
| Eumorphobotys | \| \| Eumorphobotys eumorphalis \| \| \| \| \| \| Eumorphobotys obscuralis \| \| \| \| |
|               | \| \| Eumorphobotys eumorphalis \| \| \| \| \| \| Eumorphobotys obscuralis \| \| \| \| |
|               | Eumorphobotys eumorphalis                                                              |
|               |                                                                                        |
|               | Eumorphobotys obscuralis                                                               |
|               |                                                                                        |